# Bang-beop: Jaechaeui
Bang-beop: Jaechaeui (hangul: 방법: 재차의; rr: Bang-beop: Jaechaeui; lit. Method: re; bra: A Maldição - Despertar dos Mortos) é um filme de suspense oculto sul-coreano de 2021, dirigido por Kim Yong-wan e estrelado por Uhm Ji-won, Jung Ji-so e Oh Yoon-ah. O filme escrito por Yeon Sang-ho é uma versão estendida do drama de 2020 The Cursed. Conta a história de uma garota que persegue a verdade de um incidente em que o culpado de um peculiar caso de assassinato em série acaba sendo um cadáver revivido "de novo". Foi lançado nos cinemas em 28 de julho de 2021. Marcou a última aparição de Kim Mi-soo no cinema antes de sua morte em janeiro de 2022.

## Elenco
- Uhm Ji-won como Im Jin-hee, repórter e autor do canal de notícias independente Urban Detective
- Jung Ji-so como Baek So-jin, um metodista
- Jung Moon-sung como detetive Jeong Seong-jun
- Oh Yoon-ah como Byun Mi-Yeong, diretor executivo[9]
- Ko Kyu-pil como Tak Jeong-Hoon, professor
- Kim In-kwon como Kim Pil-sung
- Jeon Gook-Hwan como Byun Seung-Il
- Kwon Hae-hyo como Lee Sang-In[10]
- Jung Jae-Sung como Kim Min-Seop
- Yeon Woo-jin como Kang Young-soo, detetive
- Nam Yeon-Woo como Yoo Jung-Hoon, detetive
- Lee Seol como Jessy
- Kim Mi-soo como repórter feminina
- Jo Han-chul como Park Yong-Ho
- Park Jong-Hwan como Min Hyun-Chung, um criminoso
- Jang Young-Yoo como repórter masculino
- Park Chan-woo como Park Woo-Chan
- Kim Hee-Chang como investigador-chefe
- Lee Joong-ok como Chun Joo-bong

## Produção
Em 16 de julho de 2020, foi noticiado que o drama The Cursed seria adaptado para um filme com o mesmo elenco de Uhm Ji-won e Jung Ji-so. O filme dirigido por Kim Yong-wan e escrito por Yeon Sang-ho foi produzido pela Climax Studios sob planejamento do Studio Dragon. Oh Yoon-ah e Lee Seol se juntaram ao elenco.
As filmagens começaram em 9 de setembro de 2020 e foram encerradas em 5 de dezembro.

## Lançamento
O filme foi lançado em 28 de julho de 2021, em 838 telas. Também foi selecionado em 'Korean Cinema Today - Panorama Section' no 26º Festival Internacional de Cinema de Busan e foi exibido em 8 de outubro de 2021.
O filme foi convidado para o 40º Festival Internacional de Cinema Fantástico de Bruxelas e foi exibido com estreia na Bélgica em 30 de agosto de 2022.

## Recepção

### Bilheteria
De acordo com a rede integrada de computadores para admissões em cinemas do Korea Film Council (KoFiC), o filme ficou em 4º lugar nas bilheterias coreanas ao arrecadar 28.544 públicos no dia de estreia de seu lançamento.
Segundo dados do Korean Film Council (Kofic), está em 13º lugar entre todos os filmes coreanos lançados no ano de 2021, com faturamento bruto de US$ 1,31 milhão e 175.578 entradas, em 12 de dezembro de 2021.

### Resposta crítica
Kim Seong-hoon do Cine21 escreveu que o filme baseado no drama de 2020 The Cursed mantém o cenário do drama, mas que a narrativa é construída na ação em vez do suspense. Kim opinou que as cenas de perseguição e matança de cadáveres ressuscitados foram impressionantes. Kim concluiu a crítica escrevendo: "A segunda metade do filme, que revela a história da redenção, é nítida o suficiente para revelar a face nua da sociedade coreana."
Son Jeong-bin, do Newsis, sentiu que a ação do filme é agradável aos olhos. Son escreveu que os cenários de fantasia eram atraentes, mas a história era fraca. Son opinou que o filme sendo uma sequência do drama The Cursed, poderia ser um impedimento para o público. Concluindo Son escreveu: "claro, é verdade que o filme pode ser apreciado sem conhecimento prévio do drama 'Como', mas também é apropriado salientar que a ligação entre as duas obras não dá ao personagem principal uma oportunidade mergulhar facilmente nele".

## Mídia doméstica
O filme ficou disponível para streaming em serviços de vídeo sob demanda de IPTV e TV digital a cabo em 12 de agosto de 2021.